# Filip Stojilković
Filip Stojilković (Zollikon, 4 de enero de 2000) es un futbolista suizo. Su posición es la de delantero y su club es el KS Cracovia de la Ekstraklasa.

## Selección nacional

### Sub-21
El 27 de agosto de 2021 fue incluido en lista de jugadores que disputarían los primeros juegos de la clasificación para la Eurocopa Sub-21. Tuvo actividad en el primer partido el 3 de septiembre contra Gibraltar arrancando como titular y saliendo de cambio al minuto 69' en la victoria de la selección suiza por marcador de 4-0. Días después, el 7 de septiembre, volvió a jugar como titular en el segundo partido de la fase contra Gibraltar jugando los 90' y ayudando a Suiza a ganar el encuentro por marcador de 0-4.
El 15 de junio de 2023 fue incluido en la lista de 23 jugadores que disputarían la Eurocopa Sub-21.

### Participaciones en selección nacional
| Torneo                                                                  | Categoría | Sede    | Resultado    | Partidos | Goles |
| ----------------------------------------------------------------------- | --------- | ------- | ------------ | -------- | ----- |
| Fase de clasificación para el Campeonato Europeo de la UEFA Sub-19 2019 | Sub-19    | Suiza   | No clasificó | 3        | 0     |
| Fase de clasificación par la Eurocopa Sub-21 de 2021                    | Sub-21    | Hungría | Clasificó    | 7        | 2     |
| Eurocopa Sub-21 de 2021                                                 | Sub-21    | Hungría | Primera Fase | 0        | 0     |
| Fase de clasificación par la Eurocopa Sub-21 de 2023                    | Sub-21    | Georgia | Clasificó    | 10       | 0     |
| Eurocopa Sub-21 de 2023                                                 | Sub-21    | Georgia | En disputa   | 2        | 0     |

## Estadísticas

### Clubes
Actualizado al último partido jugado el 10 de noviembre de 2024.
| TSG 1899 Hoffenheim II · Alemania | 4.ª           | 2018-19       | 2   | 0  | -  | - | - | - | 2   | 0  | 0.00 |
| TSG 1899 Hoffenheim II · Alemania | Total         | Total         | 2   | 0  | 0  | 0 | 0 | 0 | 2   | 0  | 0.00 |
| FC Wil · Suiza | 2.ª           | 2019-20       | 18  | 8  | 2  | 0 | - | - | 20  | 8  | 0.40 |
| FC Wil · Suiza | Total         | Total         | 18  | 8  | 2  | 0 | 0 | 0 | 20  | 8  | 0.40 |
| FC Sion · Suiza | 1.ª           | 2019-20       | 11  | 1  | -  | - | - | - | 11  | 1  | 0.09 |
| FC Aarau · Suiza | 2.ª           | 2020-21       | 32  | 15 | 3  | 1 | - | - | 35  | 16 | 0.46 |
| FC Aarau · Suiza | Total         | Total         | 32  | 15 | 3  | 1 | 0 | 0 | 35  | 16 | 0.46 |
| FC Sion · Suiza | 1.ª           | 2021-22       | 35  | 11 | 2  | 1 | - | - | 37  | 12 | 0.34 |
| FC Sion · Suiza | 1.ª           | 2022-23       | 18  | 5  | 3  | 1 | - | - | 21  | 6  | 0.29 |
| FC Sion · Suiza | Total         | Total         | 64  | 17 | 5  | 2 | 0 | 0 | 69  | 19 | 0.28 |
| SV Darmstadt 98 · Alemania | 2.ª           | 2022-23       | 10  | 3  | 1  | 0 | - | - | 11  | 3  | 0.27 |
| SV Darmstadt 98 · Alemania | 1.ª           | 2023-24       | 6   | 0  | 1  | 0 | - | - | 7   | 0  | 0.00 |
| SV Darmstadt 98 · Alemania | 2.ª           | 2024-25       | 1   | 0  | -  | - | - | - | 1   | 0  | 0.00 |
| SV Darmstadt 98 · Alemania | Total         | Total         | 17  | 3  | 2  | 0 | 0 | 0 | 19  | 3  | 0.16 |
| FC Kaiserslautern · Alemania | 2.ª           | 2023-24       | 6   | 1  | 2  | 0 | - | - | 8   | 1  | 0.13 |
| FC Kaiserslautern · Alemania | Total         | Total         | 6   | 1  | 2  | 0 | 0 | 0 | 8   | 1  | 0.13 |
| OFK Belgrado Serbia | 1.ª           | 2024-25       | 4   | 1  | 1  | 0 | - | - | 5   | 1  | 0.20 |
| OFK Belgrado Serbia | Total         | Total         | 4   | 1  | 1  | 0 | 0 | 0 | 5   | 1  | 0.20 |
| Total carrera | Total carrera | Total carrera | 143 | 45 | 15 | 3 | 0 | 0 | 158 | 48 | 0.31 |
| (1) Incluye datos de Copa Suiza, Copa de Alemania y Copa de Serbia. (2) Incluye datos de Liga Europa de la UEFA. (3) No incluye goles en partidos amistosos. |               |               |     |    |    |   |   |   |     |    |      |